# گمینا تارچن
گمینا تارچن (به لهستانی:  Gmina Tarczyn) یک گمینا در لهستان است که در شهرستان پیاسچنو واقع شده‌است. گمینا تارچن ۱۱۴٫۱۵ کیلومتر مربع مساحت و ۱۰٬۵۲۲ نفر جمعیت دارد.